# Club Deportivo Bories
El Club Deportivo Social y Cultural Bories es un club de fútbol amateur de Chile, con sede en la ciudad de Puerto Natales, Región de Magallanes y de la Antártica Chilena. Fue fundado el 1 de septiembre de 1912 y participa en la Asociación Última Esperanza de Puerto Natales de la Asociación Nacional de Fútbol Amateur de Chile.

## Historia
El club fue fundado el 1 de septiembre de 1912 como «Foot Ball Club Última Esperanza» por trabajadores del Frigorífico Bories, propiedad de la Sociedad Explotadora de Tierra del Fuego en la localidad de Puerto Bories, en las cercanías de Puerto Natales. La primera directiva estuvo presidida por Alfredo Rivera y conformada también por Lorenzo Alvarado, Primitivo Díaz, Alfredo Marín, Rogelio Vásquez, Fructuoso Vásquez, Gabriel Oyarzún, Manuel Díaz y Heriberto Vega. Durante algunos años de la década de 1910 tuvo como nombre «Club Deportivo Maipú», tras lo cual adoptó su nombre actual.
El 4 de marzo de 1964, el Bories debió reforzar su equipo para enfrentar el primer partido de su historia contra un equipo profesional, Unión Española, que entre sus filas estuvo el seleccionado nacional del mundial de 1962, Honorino Landa, y su hermano Félix, ambos nacidos en Puerto Natales.
El club es la segunda institución deportiva más antigua en actividad de Magallanes. También ha tenido ramas de fútbol femenino, ciclismo y baloncesto.

### Origen del apodotirapiedras
En enero de 1919, durante una huelga de empleados ferroviarios, el delegado Carlos Viveros fue asesinado de un escopetazo por un capataz inglés conocido como Mister Kidd. Esto provocó que los manifestantes se tomaran el frigorífico y posteriormente la ciudad completa. Luego, de la intervención de carabineros y de gendarmes argentinos, cuando a los manifestantes no le quedaron municiones, se defendieron lanzando pedradas, lo que dio origen al apodo de tirapiedras.

### Primer partido profesional
El Club Deportivo Bories participó en la Copa Chile 2023 donde derrotó en la Fase Preliminar a los equipos magallánicos Sokol Croata y Estrella del Sur y, posteriormente, en la Fase Previa a Liga Universitaria de la Región de Aysén. Esto lo clasificó a los cuartos de final de la Fase Regional, donde el 7 de abril de 2023 jugaron el primer partido del club en una competencia oficial frente a Deportes Puerto Montt, el cual también fue el primer partido de fútbol profesional de la provincia de Última Esperanza y la transmisión televisiva de un partido de fútbol más austral de Chile. Este partido se disputó en el estadio Víctor Bórquez Miranda y en solo minutos se agotaron las 1050 entradas para el público local y 50 para el público visitante.
| Copa Chile 2023 (Fase Regional); 7 de abril de 2023 | C. D. Bories | 0:3 (0:1) | Deportes Puerto Montt                                 | Estadio Municipal Víctor Bórquez Miranda, Puerto Natales |                                                        |
| 13:30 (UTC-3, Horario de Magallanes)                |              | Reporte   | - 23' Carlos Soza - 60' Pablo Soto - 70' Leandro Ruíz | Asistencia: 1.100 espectadores Árbitro(s): Héctor Jona   | Asistencia: 1.100 espectadores Árbitro(s): Héctor Jona |

## Estadio
El club hace de local en el Estadio Municipal Víctor Bórquez Miranda, ubicado en Puerto Natales, Región de Magallanes y de la Antártica Chilena. Este estadio cuenta con una capacidad para unas 1000 personas y una cancha de césped sintético.

## Uniforme
Por más de un siglo los colores del Bories han sido el amarillo y azul a franjas verticales, tal como lo decidió uno de los propietarios del Frigorífico Bories a semejanza del Everton de Inglaterra de aquellos años.
- Uniforme titular: Camiseta azul con una franja horizontal amarilla, pantalón azul y medias azules.

| Período | Proveedor |
| ------- | --------- |
| 2021-   | PRO1      |
| 2023-   | Adidas    |
| 2024-   | Ativa     |

| Período   | Auspiciador         |
| --------- | ------------------- |
| 2023-2024 | Roval               |
| 2022-     | OmegaChile/Servomar |
| 2022-     | Agunsa              |

## Datos de club
- Participaciones en Copa Chile: 1 (2023)

## Palmarés
- Campeonato Regional de Clubes de Magallanes ANFA: 5 (1981, 2011, 2016, 2022, 2024)
- Campeonato Centenario Asoc. Punta Arenas: 1 (2012)
- Campeonato Oficial de la Asociación de Ultima Esperanza: 39